# 12227 Пенні
12227 Пенні (12227 Penney) — астероїд головного поясу, відкритий 11 жовтня 1985 року.
Тіссеранів параметр щодо Юпітера — 3,581.
Названий на честь Джона Пенні, одного з працівників Арктичної Полярної Станції.